# 김진형 (연출가)
김진형은 대한민국의 텔레비전 드라마 연출감독이다.

## 학력 및 경력
- MBC 프로듀서

한국외국어대학교

## 드라마
- 2020년 ~ 2021년 MBC 저녁 일일연속극 《찬란한 내 인생》 ... 야외연출
- 2022년 MBC 저녁 일일연속극 《비밀의 집》 ... 공동연출
- 2023년 MBC 저녁 일일연속극 《하늘의 인연》 ... 연출
- 2025년 MBC 저녁 일일연속극 《태양을 삼킨 여자》 ... 연출